# Method Kilaini
Method Kilaini (Katoma, Tanzânia, 30 de março de 1948) é um ministro tanzaniano e bispo auxiliar católico romano de Bukoba.
Método Kilaini recebeu em 18 de março de 1972 o Sacramento da Ordem para a Diocese de Bukoba do Prefeito da Congregação para a Evangelização dos Povos, Cardeal Agnelo Rossi.
Em 22 de dezembro de 1999, o Papa João Paulo II o nomeou bispo titular de Strumnitza e o nomeou bispo auxiliar em Dar es Salaam. O Arcebispo de Dar es Salaam, Cardeal Policarpo Pengo, o consagrou em 18 de março de 2000; Os co-consagradores foram o Bispo de Bukoba, Nestorius Timanywa, e o Bispo de Musoma, Justin Tetmu Samba. Em 5 de dezembro de 2009, o Papa Bento XVI o nomeou bispo auxiliar de Bukoba.
Com a dissolução da diocese titular de Strumnitza em 31 de outubro de 2018 pelo Papa Francisco, ela foi transferida para a diocese titular de Tamalluma.